# Limnebius richmondi
Limnebius richmondi är en skalbaggsart som beskrevs av Perkins 1980. Limnebius richmondi ingår i släktet Limnebius och familjen vattenbrynsbaggar. Inga underarter finns listade i Catalogue of Life.